# Ulceby Skitter
Ulceby Skitter – osada w Anglii, w hrabstwie ceremonialnym Lincolnshire, w dystrykcie (unitary authority) North Lincolnshire. Leży 46 km na północ od Lincoln i 235 km na północ od Londynu.